# أندريه ستروهل
أندريه ستروهل (بالفرنسية: André Strohl) (20 مارس 1887 - 10 مارس 1977) عالم وظائف أعضاء فرنسي من مواليد بواتييه. يُعرف لدوره في تشخيص متلازمة غيلان باريه (تسمى أحيانًا متلازمة غيلان-باريه-ستروهل)، وهي شكلٌ من أشكال شلل المنعكسات الذي يُظهر تعدادًا طبيعيًا للخلايا ولكن مع زيادةٍ غير طبيعيةٍ في بروتين السائل الشوكي. سميت المتلازمة نسبةً لاثنين من أطباء الأعصاب الفرنسيين، جورج غيلان وجان ألكسندر باريه.
خلال الحرب العالمية الأولى في عام 1916، كان أندريه يخدم في المركز العصبي للجيش الفرنسي السادس مع جورج غيلان وجان باريه. لاحظ الأطباء الثلاثة أنَّ جنديين، كانا يعانيان من ضعفٍ عضليٍ وألمٍ مع تشنجات، وكان لديهم كميةٌ غير متوقعةٍ من إنتاج بروتين السائل الشوكي. يُنسب الفضل إلى أندريه في إجراء اختبارات الفيزيولوجيا الكهربية على الجنود. وفي نهاية المطاف، تمكن المريضان من الشفاء من مرضهما. في عام 1916، نشر جورج غيلان وجان باريه وستروهل نتائجهم في مجلة طبية. وفي عام 1927، صاغ دراغينسكو وكلوديون مصطلح "متلازمة غيلان باريه"، ولكنه تجاهل مُساهمات أندريه ستروهل.
أصبح أندريه ستروهل أستاذًا للطب وظائف الأعضاء في الجزائر العاصمة عام 1924، وبعد ذلك بعامين حصل على نفس المنصب في جامعة باريس. تقاعد عام 1957. كان أيضًا عضوًا في الأكاديمية الوطنية للأطباء.

## وصلات خارجية
- André Strohl @ الذي أطلق عليه اسم